# Мішель Ґюрдал
Мішель Ґюрдал (нар. 30 листопада 1952) — колишня бельгійська тенісистка.
Здобула 1 одиночний титул.
Найвищим досягненням на турнірах Великого шолома був чвертьфінал в одиночному розряді.
Завершила кар'єру 1985 року.

## Фінали

### Одиночний розряд (1 перемога)
| Результат | W/L | Дата     | Турнір                    | Покриття | Суперниця   | Рахунок       |
| --------- | --- | -------- | ------------------------- | -------- | ----------- | ------------- |
| Перемога  | 1–0 | Лип 1976 | WTA Swiss Open, Швейцарія | Ґрунт    | Гейл Шанфро | 4–6, 6–2, 6–3 |